# 오일샌드

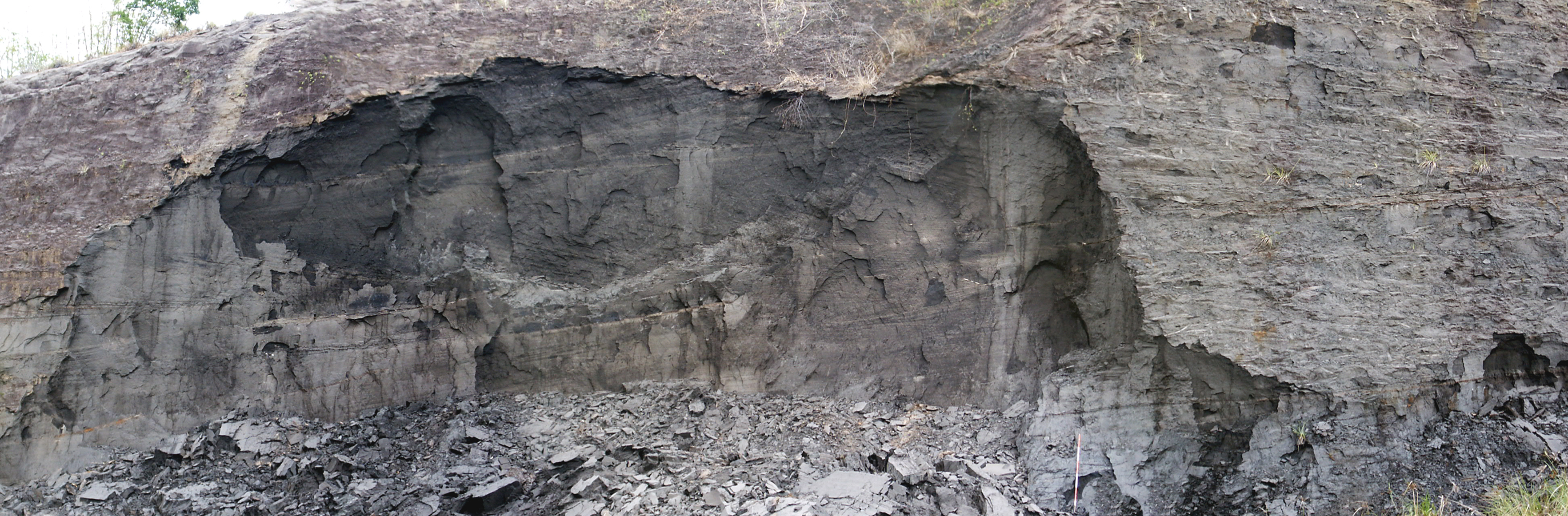
노출된 오일샌드 지층. 플리오세 시기의 것이다.

오일샌드(oil sands, tar sands, bituminous sands)는 비전통석유의 하나로서, 점토나 모래 물 등에 중질 원유가 10% 이상 함유된 것을 말한다. 보통 오일샌드 2t에서 원유 1배럴을 생산할 수 있다. 오일샌드가 가장 많이 매장된 국가는 베네수엘라이며, 그 다음이 캐나다이다.
원유가 굳어져 반쯤 고체 상태로 땅 표면 가까이 부존하는 경우 이를 ‘역청’(瀝靑)이라 부른다. 역청이 모래진흙 등과 섞여 있는 것이 바로 석유모래다. 석유모래에서 역청을 분리한 뒤 이를 가공하면 기름샘에서 뽑아 올린 원유와 성분이 같아진다. 이렇게 생산한 원유를 보통 원유(conventional crude)와 구분해 합성원유(synthetic crude)라 부른다.

## 경제성
오일샌드는 배럴당 생산비용이 20~25달러로 경제성이 떨어진다는 평가를 받아왔으나, 최근 유가가 배럴당 70달러 이상이 되면서 사업성이 높아졌다.

## 연표
- 2006년 한국석유공사가 미국 석유회사인 뉴몬트사로부터 캐나다 블랙골드 광구 지분을 인수.
- 2010년 8월 19일 GS건설이 한국석유공사의 캐나다 블랙골드 광구 공장 건설계약 체결.[3]
- 2012년 한국석유공사가 캐나다 블랙골드 광구에 하루 생산량 1만배럴 규모의 오일샌드 생산시설을 준공한다. 이후 2단계 사업을 추진해 생산규모를 일 3만 배럴 규모로 늘릴 예정이다.[4]

## 같이 보기
- 비전통석유